# Адарнасе IV
Адарнасе IV (*ადარნასე, д/н — 983) — співцар Картлі. За загальною хронологією правителів Іберії-Картлі рахується як Адарнасе VI.

## Життєпис
Походив з династії Багратіоні. Другий син царя Сумбата I. Відомостей про нього обмаль. Ймовірно десь наприкінці 960-х роках разом з молодшим братом Ашотом (відомим як Ашот V) виступив проти старшого брата — царя Баграта II. Водночас відбувається тимчасове послаблення третьої гілки Багратіоні (від Баграта Магістра).
За різними відомостями Адарнасе посів трон до 983 року. За грузинськими джерелами панував 11 років. На той час Ашот V помер або загинув. Втім за іншою хронологією став співцарем саме 983 року і помер 994 року без спадкоємців. Усі володіння отримав Давид, князь Тао з гілки Баграта Магистра.